# Seleção Sul-Osseta de Futebol
A Seleção Sul-Osseta de Futebol representa a Ossétia do Sul nas competições de futebol, mas não é internacionalmente reconhecida. Não é membro da FIFA nem da UEFA e, por este motivo, não pode disputar a Copa do Mundo nem a Eurocopa. É uma das seleções integrantes da ConIFA (organização fundada em 2013).
Estreou contra a seleção da Abecásia em setembro de 2013, com derrota por 3 a 0. A maior vitória foi um 19 a 0 contra Darfur, enquanto que o maior revés foi um 3 a 0 a favor do Condado de Nice, ambos pela Copa do Mundo ConIFA de 2014.